# Caloptilia megalaurata
Caloptilia megalaurata là một loài bướm đêm thuộc họ Gracillariidae. Nó được tìm thấy ở Seychelles.